# أيل سون
أيل‌ سون هي قرية في مقاطعة جلفا، إيران. عدد سكان هذه القرية هو 23 في سنة 2006.